# Імбаланс
Імбаланс (англ. imbalance) — ситуація, при якій параметри реакцій, що характеризуються різними ступенями утворення чи розриву зв'язків при наближенні до перехідного стану, мають різні значення залежно від того, як досягається перехідний стан, тобто ці параметри є незбалансованими. Наприклад, вважається, що для вилучення протона в нітроалкані величина β-експоненти Бренстеда є меншою, ніж α-експоненти внаслідок імбалансу між ступенем розриву зв'язку та резонансною делокалізацією в перехідному стані. Імбаланс є звичайним для реакцій елімінування, приєднання та інших, що включають перенос протона.